# Shojo Beat
Shojo Beatはビズメディアが北米で発行していた月刊少女漫画誌。2005年6月にShonen Jumpの姉妹誌として創刊された。6本の漫画が連載され、日本の漫画やアニメ、ファッションといった文化に関する記事も掲載された。2006年7月号からは、英語雑誌としては初の試みとして、日本の漫画雑誌のようにシアンとマゼンタのインクを使うようデザインを改めている。ビズメディアはShojo Beatブランドを立ち上げ、読者層を対象としたライトノベルやアニメを送り出している。
若い女性を読者対象としており、特にコア読者層を13歳から19歳に設定していた。創刊号は2万部を発行し、2007年までの平均部数は3万8千部で、書店での販売も行われたが半数ほどは購読によるものだった。批評家からは漫画作品や日本文化についての記事を賞賛されたが、初期の号においてつまらなくて質が悪いとされたこともある。2009年5月にビズメディアは休刊を宣言、2009年7月号が最終号となった。北米市場で日本の漫画を発行している雑誌は姉妹誌のShonen Jumpなどがあるが、女性向けとしては唯一のものであり、休刊はファンを落胆させた。雑誌は休刊となったもののブランド名は残され、ビズメディアはShojo Beatブランドでアニメや漫画をリリースし続けている。

## 沿革
2005年2月にビズメディアはShojo Beatの発刊を公表した。既刊であったShonen Jumpの姉妹誌として、『紅色HERO』、『風光る』、『赤ちゃんと僕』、『ゴッド チャイルド』、『NANA』、『絶対彼氏。』の6つの作品が連載された。6作品は集英社、小学館、白泉社の中からそれぞれ2つずつ選ばれている。創刊号は2005年6月に発刊され、表紙にはNANAの登場人物である小松奈々が描かれている。
初代編集長はYumi Hoashiであった。Hoashiは2006年11月に会社を去り、Marc Weidenbaumが2代目編集長となった。2009年2月13日にWeidenbaumが退職したことをビズメディアは公表したが、2009年5月号までWeidenbaumは編集長として記載されていた。2009年6月号からHyoe Naritaが編集長を務めていた。
雑誌のマスコットキャラクター、パンダのMokoは2005年10月号から登場したが、2006年7月号までは名前がついていなかった。後にMokoは、ビズメディアによって運用されるMyspaceのアカウントを取得した。2007年7月号では新キャラクターのBeat Girlが登場した。Beat Girlは様々なアーティストに描かれ、広報担当として各号の編集者のコラムページに登場した。2008年5月号には3番目のマスコットとなるMokoの友達である星型のHoshikoを登場させた。
2006年6月に発行された1周年記念号で、黒と白であった印刷をシアンとマゼンタに変更した。これは日本の漫画雑誌を真似たもので北米では初めての取り組みであった。2007年1月号では誌面の大幅な刷新を行い、先に挙げた新キャラクターBeat Girlを登場させ、コラムページは拡張された。
2009年5月、新規購読を終了し7月号で休刊することを発表した。Shojo Beatの購読者はShonen Jumpに移行することになった。購読者に無料のShonen Jumpと、移行手続きと払い戻し手続きについての書面が送られた。「厳しい経済情勢」が休刊の背景にあったことがプレスリリースで明らかにされた。

## 特徴
Shojo Beatは漫画雑誌であり、内容の大半は漫画から成り立っている。その他掲載されているものには、編集者のコラムや漫画関連ニュース、雑誌には掲載されていないShojo Beatブランドで展開中の漫画の試し読み、日本の文化に関する記事、日本で流行っているもの、ファッションなどがあった。雑誌の終わりの方には、ファンアート、読者からのお便り、漫画の書き方、コスプレガイド、総集編などがあった。雑誌の公式サイトでは、マスコットキャラクターMokoの着せ替え用雛形や、Shojo Beatブランドで刊行中の漫画作品の試し読みができた。

### 作品
Shojo Beatには日本の出版社から許諾を得て英訳された作品、6つが連載されていた。休刊までに全部で14作品が連載されたが、中には連載が打ち切られ他の作品と入れ替わったものもある。ビズメディアは定期的な作品の入れ替えは「雑誌を新鮮な状態に保つ」ためだと述べている。
次の表はShojo Beatに連載された全作品の一覧である。試し読みの分は含まれていない。
| 作品名                                                        | 作者         | 連載開始     | 連載終了    |
| ------------------------------------------------------------- | ------------ | ------------ | ----------- |
| 絶対彼氏。 Absolute Boyfriend                                 | 渡瀬悠宇     | 2005年07月号 | 2008年3月号 |
| 赤ちゃんと僕 BABY & Me                                        | 羅川真里茂   | 2005年07月号 | 2007年9月号 |
| 楽屋裏王子 Backstage Prince                                   | 桜小路かのこ | 2006年10月号 | 2007年3月号 |
| 紅色HERO Crimson Hero                                         | 高梨みつば   | 2005年07月号 | 2009年7月号 |
| ガバ・カワ GABA KAWA                                          | 高田りえ     | 2008年04月号 | 2008年8月号 |
| ゴッド チャイルド Godchild                                    | 由貴香織里   | 2005年07月号 | 2006年6月号 |
| 遙かなる時空の中で-八葉抄- Haruka -Beyond the Stream of Time- | 水野十子     | 2007年10月号 | 2009年7月号 |
| ハチミツとクローバー honey and clover                         | 羽海野チカ   | 2007年09月号 | 2009年7月号 |
| Honey Hunt                                                    | 相原実貴     | 2008年09月号 | 2009年7月号 |
| 風光る Kaze HIKARU                                            | 渡辺多恵子   | 2005年07月号 | 2006年9月号 |
| NANA                                                          | 矢沢あい     | 2005年07月号 | 2007年8月号 |
| 砂時計 Sand Chronicles                                        | 芦原妃名子   | 2007年08月号 | 2009年7月号 |
| ヴァンパイア騎士 Vampire Knight                               | 樋野まつり   | 2006年07月号 | 2009年7月号 |
| ゆめゆめ煌々堂 Yume-Kira Dream Shoppe                         | 水都あくあ   | 2007年04月号 | 2007年7月号 |

### ブランド
雑誌の発行とともにビズメディアは漫画やフィクション作品の新たなブランドを立ち上げた。Shojo Beatブランドには、雑誌で連載中の作品はもちろん、他にもビズメディアが出版権を持つ作品が含まれている。雑誌に連載中の作品に関連した、日本のライトノベルの発行はShojo Beat Fictionブランドで行っている。2006年2月に女性向けアニメ作品を販売するShojo Beat Home Videoを立ち上げた。最初のアニメ作品はビズメディアが原作を出版していた『満月をさがして』だった。2006年6月号には『満月をさがして』の第1話が新ブランドの宣伝として付属した。雑誌は休刊してしまったが、ビズメディアは2009年5月にShojo Beatブランドで漫画やアニメ作品を刊行していくことを公表した。

## 発行部数
Shojo Beatの創刊号は2万部発行された。2006年には平均部数は3万5千部に増え、そのうち41％が購読によるもので残りが書店での販売だった。2007年には3万8千部になり、購読者は51％にのぼった。読者は圧倒的に女性が多く、91％が女性である。Sojo Beatがターゲットとしている13歳から19歳までのコア読者層は61％に達し、12歳から17歳が47％、18歳から34歳が45％となっている。

## 受容
Shojo Beatは2008年のアニメ・エキスポにおいて、Best Publication賞にノミネートされるも受賞はならず、月刊ニュータイプの受賞に終わった。
Shojo Beat創刊時のレビューにおいて、IGNのJessica Chobotは激しく批判した。「流行やセレブを追っかけまわしている女の子が読むような雑誌」と評価し、表紙についても「キラキラしてて、ホットピンクで頭が痛くなるし、バブルレターだらけだし」と述べ、内容も面白くなかったと語り「まるでビズメディアが取っておいた廃棄物の山から手当たり次第突っ込んで、女の子たちを騙そうとしてるようだわ。私が読んだ90％は絵が下手か、文章が下手だった（しかも大抵はどっちも下手）。」とビズメディアの作品選択を咎めている。Wizard: The Guide to Comics（現在のWizard誌）の共同設立者でありiComics.comの元レビュワーGreg McElhattonは、メインとなる部分について「賢い」やり方と賞賛し、10代の少女のための雑誌なのだから読者に対して視覚に訴えかけるのはうまいやり方だとしている。2作品はあまり良くなかったとしたものの、「幸先のいいスタートだと思う、最高のスタートとは言えないまでも。」と述べている。
休刊決定後、Publishers WeeklyのHeidi MacDonaldは「みんな好きなのに誰も買わない」といったファンの声をよく耳にしたという。多くのファンは休刊を悲しんでいるが、購読者は少なかったことが問題だったと指摘している。PopCultureShockの漫画編集者Katherine DaceyはShojo Beatについて、新作、連載、記事がちょうど良く調和しており、ハウツー記事やファッション関係の記事は「ファンキーで自分でもやってみたいと思える感情を引き起こすもの」だったと語る。School Library Journalのスタッフは女性向けという点で「独創的」な雑誌だったと評し、休刊は世間的にはまだ認められていない漫画読者の女の子たちに風穴を開けてしまったと語る。また、日本のポップカルチャーをオタクっぽさを排除した上で伝える知的な記事であり、「頭が空っぽのセレブのお話か、何かの商品とタイアップしている記事」ばかりの他の女性向け雑誌とは違っていたという意見もある。雑誌の日本のファッション文化について執筆された記事や、どんな体型でも着られるファッションについての記事を賞賛するものもいる。「経営戦略として男性向け雑誌に集中する」というのは理解できるが、北米で出版されている日本の漫画雑誌はほとんどが男性向けに作られており、女性向けという点で稀有な存在であったため休刊は残念であるという意見もあった。